# 江田島平八
江田島 平八（えだじま へいはち）は、宮下あきらの漫画『魁!!男塾』（およびその派生作品である『天より高く』・『曉!!男塾 青年よ、大死を抱け』・『天下無双 江田島平八伝』・『真!!男塾』）に登場する架空の人物。

## 概要
男塾塾長。元海軍少将という経歴を持つ、和服姿で大柄な体格、長い口ひげとハゲ頭が特徴の中年男性。アニメ版では眼の色はやや紺に近い碧眼の様に描かれている。作中では、中国拳法の達人など優れた人物の多い中でも、ほぼ別格の超人的な人物として描かれている。身長195cm、体重115kg。スリーサイズはB135 W100 H132。
江田島の決め台詞とも言える「わしが男塾塾長、江田島平八である!」の一喝であらゆることを解決してしまう。『ジャンプアルティメットスターズ』やPS2版ゲーム『魁!!男塾』では、そのまま江田島の必殺技となっている。
『天下無双 江田島平八伝』では主人公として登場し、江田島の青年時代の活躍が描かれている。

### 経歴
軍神と謳われた亡き海軍中将、江田島國義の一人息子として生まれた。幼くして結核により母を亡くし、その後、東京帝大に11歳で入学、最年少にして最優秀の成績で卒業する。「魁!!男塾」の連載当時の首相だった中曽根康弘とは同期生で“なかちゃん”と呼ぶ仲で、恩賜の金時計を終生のライバル、熊田金造と半分に切り分け合ったという。その後、海軍江田島兵学校別科を筆頭で卒業し、海軍で将官として上り詰め（同時期、男塾の教官にも就任）、陰の部隊天下無双隊隊長として神出鬼没の戦いを繰り広げる。その活躍ぶりは太平洋戦争終結期のアメリカ大統領にも「EDAJIMAがあと10人いたらアメリカは敗北していただろう」と高く評価された。しかし、激戦区のサマン島で副指令の伊佐武光（伊佐財閥の嫡男、のちの藤堂兵衛）の裏切りにより、率いる部隊が全滅、江田島自身もアメリカ軍機の機銃掃射を身に受けて瀕死の重傷を負う。同時に、当時共に学徒出陣で出征していた男塾での学友達も失ってしまった。
ただし、『天下無双 江田島平八伝』では設定が若干異なり、平八率いる天下無双隊はサマン島には参戦せず、同時期、太平洋上で米国海軍の駆逐及び領海警備の任に就いており、終戦後にサマン島の生き残りの兵士からその事実を聞いた事になっている。
終戦後、江田島は来日したマッカーサー元帥と「一人の男」として対談をして友情を交わし、日本復興に尽力する事を約束させた。その後、中国大陸の様々な武術を体得するために武者修行の旅にでたとされる。普通の人間では数十年かかる修行をわずか数ヶ月で会得していったなどの逸話を持ち、その間に男塾最大名物・驚邏大四凶殺に勝ち残るなどしている。戦後は一時期政治家として活躍し、内閣総理大臣にまで上り詰めるが就任当日に辞職し在任期間一日という異例の速さで退陣した。そして33歳の時に私塾「男塾」を創設し、塾長として優秀な人材を育て上げ現在に至る。

### 人物像
武人としても超一流で、大豪院邪鬼の挑戦を受けた時、あっさりと返り討ちにした。その肉体は「ワシを倒したいなら核ミサイルでも持ってくるがいい!!」と豪語するほど頑強であり、常識はずれの身体能力を持つ超人である。敢闘精神を根源とした我流拳法「天下無双流」をあみだし、銃弾や砲弾を素手で受け止める「弾丸掌破取り」など常識を超えた技を使う。戦車や戦闘機（零戦からハリアーまで）の操縦もこなし、飛行中の戦闘機から戦闘機に乗り移るという荒業もやってのけ、また宇宙空間を褌一丁で泳ぎ渡り、宇宙服と酸素ボンベだけで大気圏再突入に耐える。唯一、婆羅門の一族との戦いで苦戦し死の寸前まで追い詰められた。その時塾生たちに最後の訓示として「ワシが男塾塾長、江田島平八である!」と遺言を残した。
普段は残った一本の髪の毛を大事にしたり（後に抜けてしまう）、塾長室で弁当をかきこんでいたり、『週刊少年ジャンプ』などの漫画雑誌、大阪出張の際には直前にグルメ雑誌を読んでいたりとお茶目な一面も持ち合わせている。軍国教育をしているものの、本質的には戦争は嫌い。
11歳の頃に寺崎の策により勉学に励んだ結果、神童として目覚め、11歳にして東大史上最年少の首席合格者となり、英語、ドイツ語、中国語、ロシア語をはじめとする5〜6か国語を流暢に話せる。アメリカ人相手に「I AM THE PRINCIPAL OF OTOKOJUKU, EDAJIMA HEIHACHI!!!（ワシが男塾塾長、江田島平八である!）」と英語で言うこともある。また、各分野でもその才能を発揮し、独自で新型兵器の発案・製作を行い、また、核分裂反応の理論を確定させ、世界で最初に原子爆弾の製造を成功させている。
塾長として塾生たちを厳しく教育するが、その根底には塾生たちに対して深い愛情を抱いており、塾生が死亡したときには一蓮托生となる危険に身をさらしている。そのような愛情に塾生たちも応えており、最初期では江田島を軽く見る場面もあったが、江田島のためには命も惜しまない。天挑五輪大武會では、自ら「男塾第三の助っ人」として参戦し、冥凰島十六士のうち3人を撃破している。
男塾の教官は利己的かつ自分本位な人物が多い中、江田島だけは例外で、達成できないであろう無茶な課題を塾生がクリアした際には、教官達が悔しがる中、江田島だけはその様を笑い飛ばした上で塾生を褒め称えるなど、男としての度量も持った人物である。
容姿は整っている方で、女性にも好感を持たれている方だが女運が悪く、『天下無双 江田島平八伝』にて上京する際に汽車内で知り合った占い師にも女難の相が出ていると指摘されており、幼馴染みの森田幸子と結婚の約束をしていたが、幸子は広島原爆投下で亡くなった。それから約50年後に彼女の遠縁筋の女性と結婚し一子・魁を設けたが、のちにその女性も交通事故で亡くしていることが『曉!!男塾』で語られている。

### その後
『天より高く』の世界では既に男塾塾長の座を退いており、かの一喝も「わしが元・男塾塾長、江田島平八である!」へと変わっている。初期の頃は老衰しきっており、実際一度死亡するのだが、主人公のソラがオリンピックから金メダルを手に帰ってくるとあっさり蘇生、以降は徐々に元気になっていき、『魁!!男塾』時代同様の姿を見せるようになった。
『曉!!男塾』においては男塾塾長として現役であり、未だ衰えぬ闘志と漢気を見せつけている。主人公の剣獅子丸の台詞で「天下無双。年も時代も関係なく、この言葉はあの人のためにある」「あの人にとってそんなことは関係ない。すべての理屈や常識を超越しているんだ…」と、江田島平八の凄まじさを物語っている。本作で唯一の息子・江田島魁が登場し、男塾に入塾した。
『私立極道高校2011』では既に他界しており、江田島の遺言により男塾は廃校、男塾のあった地に敢闘精神の隆盛を願うべく「江田島記念格闘技館」を設立し、毎年江田島の命日には王大人をはじめとする男塾OBにより、江田島の魂と意志を後世に伝える武闘式法事『天下無双忌』を開催している。しかし最終回になって、実は死亡しておらず体力回復のために霊峰富士にて長期間眠っていた事が判明、極道高校を新生男塾として認めた。本人によればまだ眠り足りなかった模様である。
『極!!男塾』では往年の英気を取り戻しており、異星人『スサノヲ』の襲来に対抗すべく、男塾OBに対して特別召集令状（通称・赤紙）を発送。その意に応えた多くのOB達が老年ながら集まった。
スピンオフ作品である『紅!!女塾』では、150歳という高齢でありながらも未だに健在であり、かの一喝も「ワシが男塾兼女塾塾長、江田島平八である!!」とバージョンアップされている。

## 技
剛拳一発
技名はPS2ゲームより。相手を遥か彼方にふっ飛ばしてしまうほどのパンチ。
千步氣功拳（せんぽきこうけん）
冥凰島至極奥義。陳老子直伝の奥義中の奥義で、拳の形をした巨大な氣の塊をぶつける。
江田島は常人なら修得するのに50年はかかるところを3ヶ月で極め、対戦相手の洪礼明からも僅かながら存在を知られていた。
弾丸掌破取り
闘精神を根源とした我流拳法「天下無双流」の奥義のひとつ。五感を研ぎ澄まして銃弾や砲弾の速度・軌道・回転を読み取り、素手で受け止める。
大和魂パンチ
キングバトラーと闘った際、ボクシングのテクニックと共に体で覚えた技。キングバトラーが生涯唯一敗北した決め手の一発となった。
飛翔回転蹴り
江田島が上京時に知り合った王に教えてもらった蹴り技。空中で凄まじい勢いで回転しながら相手を蹴り倒す。

## キャスト
声優
- 郷里大輔（テレビアニメ版）
- 石塚運昇（ゲーム『魁!!男塾 〜日本よ、これが男である!〜』、ゲーム『ジェイスターズ ビクトリーバーサス』）
- FROGMAN（Webアニメ『魁!!令和の男塾』）

俳優
- 麿赤兒（実写映画版）
- 武田幸三（舞台版）

## その他
- 名前は海軍兵学校（現・海上自衛隊幹部候補生学校）があった広島県の江田島[注 6]と、東郷平八郎が由来[要出典]。
- 性格上のモデルは厳格な警察官であった作者の父親[5]。外見は昔の悪役レスラーをイメージしたと語っている[6]。
- PS2版ゲーム『魁!!男塾』にて江田島同士で対戦すると、自身の容貌を瓜二つと称し、「自分が2人いるのも面白い」と好意的な態度を取る。
- ゲーム『ジャンプアルティメットスターズ』では、HPが全キャラクター内で最高値となっている。
- 元中華民国総統李登輝が江田島に扮したことがあった[7]。詳細については、李登輝を参照[要検証 – ノート]。
- 2020年（令和2年）5月7日、新型コロナウイルス感染症の流行で特定警戒都道府県に指定されていた愛知県豊田市の豊田市役所に「江田島平八」を名乗り消毒用アルコール18本を寄贈する男性が現れた[8]。